# مرض نوري
 مرض نوري (بالإنجليزية: Norrie disease)‏ هواضطراب وراثي يؤثر بالدرجة الأولى على العين ويؤدي في أغلب الأحيان إلى العمى. بالإضافة إلى تشوهات العين الخَلقِية المصاحبة لهذا المرض، بعض المرضى يعانون من فقدان السمع التدريجي ابتداءً من العقد الثاني من حياتهم، بينما جزء آخر قد يعاني من التأخر العقلي.
المرضى المصابين بمرض نوري قد يعانون منعتمة عدسة العين (الماء الأبيض)، أو ابيضاض الحدقة (حيث تبدو العدسة بيضاء عند إشراق الضوء عليها)، بالإضافة إلى العيوب الخَلقِية الأخرى في العين، مثل تقلص أو ضمور القزحية . حوالي 30 إلى 50٪ من المرضى سوف يعانون أيضاً من التأخر في النمو/ التخلف العقلي، وأعراض مشابهة للذُهان أو بعض الاضطرابات السلوكية، بالإضافة إلىصعوبة في التنسيق الإداري لحركة العضلات. يولد معظم المرضى بسمع طبيعي؛ ومع ذلك، فإن بداية فقدان السمع هو أمر شائع جداً في مرحلة المراهقة المبكرة، ويقدَّر أن حوالي 15٪ من المرضى ستظهر عليهم كافة أعراض هذا المرض في هذه المرحلة العمرية. 
مرض نوري يورث وِراثَة مُرتَبطَة بكروموسوم اكس بصورة متنحية أي أنه يصيبالأطفال الرضع الذكور فقط عند أو بعد الولادة مباشرة. تم تشخيص إناث بمرض نوري في حالات نادرة جداً. عدد الحالات الدقيق للمصابين بمرض نوري حول العالم غير معروف ولم يتم الإبلاغ سوى عن بضع المئات منها. والجدير بالذكر أن مرض نوري يُعد اضطراب غير شائع ولا يرتبط مع أي مجموعة اثنية أو عرقية محددة.  

## الخصائص
أبرز أعراض مرض نوري تُصيب العين، فأول عرض واضح هو تبيُّض الحدقة، منعكس الحدقة يكون رمادي/ أصفر اللون بسبب تكوُّن كتلة من الأنسجة الغير المنتظمة وراء العدسة. هذه المادة، التي ربما تتضمن الشبكية المنفصلة بالفعل، يمكن الخلط بينها وبين الورم وبالتالي تُسمى ورم دبقي كاذب. قد يكون حجم كرة العين لدى الطفل المصاب طبيعياً، مع عدم الوضوحقزحية العين وغرفة العين الأمامية والقرنية وضغط باطن العين.
على مدى الأشهر القليلة الأولى من الحياة، يتطور انفصال الشبكية بشكل كامل أو جزئي حيث أن المريض يمكن أن يخضع لتغييرات تدريجية في المرض من مرحلة الرضاعة وحتى مرحلة الطفولة. ومع تعاقب الحالة تحدث بعض التغيرات التي تشمل إعتام عدسة العين، وتدهورالقزحية مع التصاقات تتكون بين القزحية والعدسة أو القرنية، وتسطح الحجرة الأمامية الذي قد يزيد الضغط داخل العين مما يسبب ألماً في العين. مع ازدياد الوضع سوءاً، قد يُصاب المريض بعتامة القرنية (حيث تصبح القرنية معتمة)، واعتلال القرنية الشريطي. وقد يتم فقدان ضغط العين ويمكن أن ينكمش حجم كرة العين. في المرحلة الأخيرة من مرض نوري، تظهر كرة العين صغيرة وغائرة (انضمار العين) والقرنية تبدو لبنية.   
 مرضى نوري قد يعانون من أعراض إدراكية وسلوكية أيضاً. التأخر في النمو والتخلف العقلي موجود في حوالي 30 إلى 50٪ من الذكور الذين يعانون من مرض نوري. وقد تظهر بعض الأعراض الشِّبه ذُهانية والاضطرابات السلوكية أيضاً. الأعراض السمعية مرتبطة بشكل كبير مع مرض نوري، ففقدان السمع التدريجي يبدأ في مرحلة الطفولة المبكرة في غالبية الذكور المصابين بهذا المرض. في الفترات المبكرة من فقدان السمع يكون فقدان السمع حسي عصبي، وعادةً مايكون فقدان طفيف في أذن واحدة فقط. ولكن بحلول سن المراهقة، يبدأ ظهور فقدان السمع للأصوات عالية التردد. عندما يبلغ المريض سن الخامسة والثلاثون، فقدان السمع يكون شديداً وشاملاً للأذنين معاً. ومع ذلك، فإن الدراسات تشير إلى أنه في حين أن فقدان السمع يتدهور، القدرة على الكلام عادة ما تكون جيدة وعادة ما يُحافظ عليها المريض إلى حد كبير. بالنسبة لمعظم المرضى الذين يعانون من مرض نوري، التأقلم والتكيف مع فقدان السمع التدريجي يُعد أكثر إشكالية وصعوبة من التكيف مع العمى الخَلقِي.

## الوراثة

وراثة متنحية مُرتبطَة بكروموسوم الاكس.

مرض نوري هو عبارة عن خلل وراثي نتيجة حدوث طفرة جينية في جين NDP الواقع في كروموسوم Xp11.4 (GeneID: 4693). هذا المرض ينتقل عن طريق الوراثة المتعلقة بالجنس المرتبطة بكروموسوم الاكس "ْX-linked" أي أنه يصيب الذكور فقط عن طريق الأمهات الحاملات لهذا المرض ويكون انتقاله بصفة متنحية. الأبناء الذكور لن يصابوا بهذا المرض إذا كان الأب مصاب به (المرض ينتقل عن طريق الأمهات الحاملات للمرض فقط). ولكن الإناث من نفس الأب المصاب سوف يصبحن حاملات لهذا المرض كأمهاتهن وغالباً لن تظهر عليهن أعراض المرض (المرض يصيب الذكور فقط)، ولكن 50٪ من أبنائهن الذكور في المستقبل سوف يصابون بالمرض. 
المرض في الغالب لا يصيب الإناث إلا في حالات معينة ونادرة. أحد الأسباب لاحتمالية إصابة الإناث بمرض نوري هو إصابة كِلا الكروموسومين اكس بطفرة في جين NDP وقد يرجع السبب في ذلك لزيجات الأقارب أو خلل تلقائي في انقسام الخلايا الجسدية. سبب آخر قد يكون خاصية تعطيل كروموسوم اكس وفي هذه الحالة تكون الأنثى مثل الذكر تماماً من ناحية وجود كروموسوم اكس واحد فقط، فتكون نسبة إصابتها مساوية للذكر.
كما سبق ذكره أن هذه الحالات تعتبر نادرة جداً وقلّما شُخِّصت إناث بأعراض مرتبطة بمرض نوري مثل اضطرابات في شبكية العين وفقدان طفيف للسمع.            

### جين NDP
طفرة جينية في جين NDP هو سبب الإصابة بمرض نوري. رمز الجين هو اختصار للاسم الرسمي للجين باللغة الإنجليزية: "(Norrie disease (pseudoglioma" الترجمة الحرفية لذلك هي: مرض نوري، ورم دبقي كاذب. الوظيفة الطبيعية لهذا الجين هو إصدار التعليمات والأوامر لصناعة بروتين يُسمى نورين. وجود هذا البروتين أساسي في تكوين ونمو
العين والكثير من أجهزة جسم الإنسان. وتكمن أهميته أيضاً في تكوين الخلايا المتخصصة في شبكية العين وأيضاً تكوين سريان الدم والأوعية الدموية إلى أنسجة شبكية العين والأذن الداخلية. دور البروتين نورين في تكوين الخلايا الحسية المتخصصة والمميزة في شبكية العين مُعطّل كلياً في حال حدوث طفرة جينية في جين NDP. ينتج عن ذلك تراكم خلايا شبكية العين الغير ناضجة في المنطقة الخلفية للعين. وأيضاً سوف تتوقف أنسجة العين تماماً عن أداء مهامِها نظراً لأهمية هذا البروتين في تكوين الأوعية الدموية اللازمة لتغذيتها.

أهمية هذا البروتين لا تكمن فقط في تكوين ونمو العين. حدوث الطفرة الجينية في هذا الجين سوف يؤثر سلباً على مُختلف أجهزة جسم الإنسان المصاب بهذه الطفرة الجينية. طفرة الحذف التي يحدث فيها حذف لجزء من الكروموسوم أو تسلسل الحمض النووي هي من أكثر المشاكل التي تُحدِث مضاعفات شديدة لأنه يمنع تكوين هذا الجين أو حتى تكوين أكسيداز أحادي الأمين المجاور. عندما تُؤثر الطفرة على حمض أميني واحد، تأثير هذه الطفرة يكون أقل حِدة، ولكن يجب الأخذ بعين الاعتبار أن مكان ونوع الطفرة في جين NDP لا يحدد بالضرورة درجة وحِدة المرض نظراً لاختلاف الأعراض الإكلينيكية في المرضى بالرغم من أنهم يحملون الطفرة الجينية ذاتها، لذلك فاحتمال تدخُّل جينات مُغيرة أخرى عالي لدرجةٍ ما. من جانب آخر، عندما يحدث تغيير في تكوين حمض أميني أساسي مثل السيستياين (هو حامض أميني كبريتي، ويوجد نوع معين مين السيستياين مهم في تكوين عقدة السيستين) الأعراض الإكلينيكية تكون أكثر خطورة. 

## التشخيص
مرض نوري، والأمراض الأخرى المتعقلة بجين NDP يتم تشخيصها عن طريق النتائج الإكلينيكية وأيضاً عن طريق الاختبار الجيني الجزيئي. هذا الاختبار يحدد الطفرات الجينية التي سببت حدوث هذا المرض في حوالي 85٪ من الذكور المصابين. التشخيص الإكلينيكي يعتمد على نتائج فحص العين. يُشخّص مرض نوري في حال وجود كتلة ليفية وعائية صفراء مائلة إلى اللون الرمادي في المنطقة الخلفية للعين عند الطفل منذ الولادة وتستمر في الأشهر الثلاث الأولى من حياة الطفل. الأطباء يتابعون تطور المرض من عمر الثلاثة أشهر وحتى الثامنة أو العاشرة من العمر. تطورات هذا المرض تتضمن إعتام عدسة العين (الماء الأبيض)، ضمور في قزحية العين، تَسطُح في الغرفة الأمامية للعين، وأخيراً انكماش في كرة العين. في هذه المرحلة من المرض، الرؤية عند المريض تكون إما ضعيفة، أو قد يكون هناك عمى تام.
لا يُستخدَم الاختبار الجيني الجزيئي فقط للتشخيص الأَولي للمرض. يُستخدم هذا الاختبار لتأكيد التشخيص في الشخص المصاب، وكذلك لمعرفة إذا ما كانت الأنثى حاملة للمرض، ولتشخيص الجنين ما قبل الولادة، وأيضاً يُستخدم في الفحص الوراثي قبل انغراس البويضة الملقحة في الرحم. يوجد ثلاثة أنواع للاختبارات الجينية الجزيئية. في حوالي 85٪ من الذكور تحدث طفرة مغلطة (أي إدخال حمض أميني مُختلف يتسبب في نشوء بروتين مُختلف) في جين NDP ، ويكون هناك حذف جزئي أو كلي للجين ويمكن اكتشاف ذلك عن طريق التحليل التتابعي لسلسلة الببتيد. يُمكن استخدام تحليل الحذف/التكرار لاكتشاف 15٪ من طفرات الحذف الغير مرئية تحت المجهر، وغالباً يُستخدم هذا الاختبار لمعرفة الإناث الحاملات لهذا الجين. آخر اختبار يُمكن استخدامه هو تحليل الارتباط الجيني، ويمكن اللجوء لهذا الاختبار في حال عدم توفر الاختبارين السابقين، كما آن استخدام هذا الاختبار موصى به للعائلات التي تتضمن أكثر من فرد مصاب بهذا المرض.
باستخدام التصوير بالرنين المغناطيسي يظهر خلل في تَنَسُّج شبكية العين المصاحب لهذا المرض بشكل مُشابه جداً لعدد من الحالات المرضية وهي:الجسم الزجاجي الأولي مفرط التنسُّج (شذوذ خَلقي أحادي الجانب في العين يحدث في الأطفال بعد مدة حمل كاملة)، وأيضاً خلل التنسج المصاحب لمتلازمة تثلُّث كروموسوم 13 (متلازمة باتو)، وأخيراً متلازمة والكر واربورغ. 

## التاريخ
في عام 1961 أبلغت طبيبة العيون الدنماركية ميت واربورغ عن عائلة دنماركية ظهر فيها سبع حالات من مرض وراثي تنكسي طوال سبعة أجيال.
وكان أول عضو في العائلة يتم دراسته بدقة صبي يبلغ من العمر 12 شهراً، أُجري فحصاً على الطفل عندما كان يبلغ ثلاثة أشهر، ولوحظ أنه كان طبيعياً إلا أن عدسته تبدو معتمة وقزحيتا عينيه كانتا في تدهور. وقد شغلت المنطقة الواقعة خلف عدسته كتلة صفراء متنامية. وبعد خمسة أشهر، تمت إزالة عينه اليسرى بسبب الاشتباه في وجود ورم سرطاني في شبكية العين، وأظهر الفحص النسيجي كتلة نخر نزيفي في الحجرة الخلفية للعين، وتحيط بها الأنسجة الدبقية الغير متمايزة (غير ناضجة، غير مطورة). وتَضَمن التشخيص ورم كاذب في شبكية العين، وتضخم في شبكية العين والهدبية وظِهارة قزحية العين، نقص التنسج ونخر في الطبقة الداخلية لشبكية العين، إعتام عدسة العين، وانضِمار العين. وهذا يعني أن عينه أزيلت لأن الطبيب اشتبه بوجود ورم، وتبين لاحقاً أنه لا وجود لورم إنما مجرد خلل في نمو العين أدى إلى تشوه الأجزاء الداخلية منها. ولأن العين لا تعمل، بدأت خلاياها بالفعل بالموت (النخر) وبدأت كرة العين بالتقلص بسبب ضعفها (انضِمار العين).
في هذه العائلة الدنماركية، خمسة من سبعة أشخاص أصابهم الصمم في وقت لاحق من الحياة. وأيضاً في أربعة من سبعة أشخاص من نفس العائلة، تم تحديد القدرات العقلية لديهم لتكون منخفضة. بعد بحث واربورغ الواسع في مختلف الفئات الطبية، اكتشفت 48حالة مماثلة اعتبرت أنها نجمت عن هذا المرض أيضاً. اقترحت واربورغ تسمية هذا المرض على اسم طبيب عيون آخر وهو الدنماركي الشهير غوردون نوري (1855-1941م). وقد عُرف نوري كثيراً لعمله مع المكفوفين ولكونه جراح في المعهد الدنماركي للمكفوفين لمدة 35 عاماً.